# Sophia Lillis
Sophia Lillis (Nova York, EUA, 13 de febrer de 2002) és una actriu estatunidenca. Va interpretar a Beverly Marsh a les pel·lícules de terror It (2017) i It: Chapter Two (2019), així com una adolescent amb telequinesi a la sèrie dramàtica de Netflix I Am Not Okay With This (2020). Lillis també ha aparegut a la minisèrie de thriller psicològic d'HBO Sharp Objects (2018) i a la pel·lícula Dungeons & Dragons: Honor Among Thieves (2023).
Lillis va debutar al cinema amb la pel·lícula 37 el 2016. Anteriorment, havia tingut un paper secundari a la producció teatral de Julie Taymor de Somni d'una nit d'estiu de William Shakespeare, que també es va filmar per a projeccions en directe.
El 2017, va saltar a la fama després de coprotagonitzar com un dels personatges principals, Beverly Marsh, a la pel·lícula de terror It, una adaptació de la novel·la homònima de Stephen King. Dirigida per Andy Muschietti, a It també hi van participar Jaeden Martell, Finn Wolfhard, Wyatt Oleff, Bill Skarsgård, Jack Dylan Grazer, Jeremy Ray Taylor i Chosen Jacobs. Més tard aquell mateix any, va interpretar un dels fills de Kristen Bell i Dax Shepard al videoclip de Sia "Santa's Coming for Us".
El 2018 va aparéixer a la minisèrie de televisió d'HBO Sharp Objects, en què va interpretar la versió més jove de Camille Preaker, interpretada per Amy Adams d'adulta. El 2019 va interpretar la detectiu adolescent Nancy Drew a l'adaptació cinematogràfica de Warner Bros. de Nancy Drew and the Hidden Staircase. Tot i que la pel·lícula no va rebre crítiques positives, la seua actuació va ser elogiada. Més tard, el 2019, va repetir el seu paper de Beverly Marsh a It: Chapter Two.
El 2020, Lillis va interpretar Gretel a Gretel & Hansel, una reinvenció del conte de fades alemany "Hansel i Gretel". La pel·lícula va recaptar 22 milions de dòlars a tot el món amb un pressupost de 5 milions de dòlars i va rebre crítiques generalment positives dels crítics, que van elogiar principalment la pel·lícula per la seua actuació i cinematografia. El mes següent va interpretar el paper principal a la sèrie original de Netflix I Am Not Okay with This. Més tard aquell mateix any, va aparéixer amb Paul Bettany a Uncle Frank, una pel·lícula independent d'Alan Ball, creador de True Blood i Six Feet Under, que es va estrenar a Amazon Prime el novembre de 2020.
Lillis va aparéixer a la pel·lícula del 2023 Dungeons & Dragons: Honor Among Thieves. Forma part d'un repartiment coral, que inclou Scarlett Johansson, Jeff Goldblum i Tom Hanks.
L'octubre de 2022 va actuar a Heroes of the Fourth Turning a l'Studio Theatre de Washington, DC. El juliol de 2024, va ser escollida per a la sèrie de televisió de Peacock All Her Fault.